# Döderhults socken
Döderhults socken i Småland ingick i Stranda härad, uppgick 1967 i Oskarshamns stad och området ingår sedan 1974 i Oskarshamns kommun i Kalmar län och motsvarar från 2016 Döderhults distrikt.
Socknens areal som omger men ej innefattar Oskarshamns stad är 285,26 kvadratkilometer, varav land 282,29. År 2000 fanns här 6 903 invånare. En del av Oskarshamn samt tätorterna Bockara, Påskallavik med Påskallaviks kyrka, Emsfors och Saltvik och kyrkbyn Döderhult med sockenkyrkan Döderhults kyrka ligger i socknen. 

## Administrativ historik
Döderhults socken har medeltida ursprung.
1801 överfördes byn Alebohult med ägor från Högsby socken till Döderhult. Hammarsbo och Möckhult över fördes 1828 och Gällnebo 1886 mellan samma socknar. Från Fliseryds socken överfördes 1933 byn Tjuståsa till Döderhult. 1917 överfördes byn Broddevik till Döderhult från Mörlunda socken.
Oskarshamns stad utbröts ur jordeboksocknen 1856. Vid kommunreformen 1862 övergick socknens ansvar för de kyrkliga frågorna till Döderhults församling och för de borgerliga frågorna till Döderhults landskommun. Ur församlingen utbröts 1873 Oskarshamns församling. Landskommunen uppgick 1967 i Oskarshamns stad som 1971 blev Oskarshamns kommun.
1 januari 2016 inrättades distriktet Döderhult, med samma omfattning som församlingen hade 1999/2000.
Socknen har tillhört samma fögderier och domsagor som Stranda härad. De indelta soldaterna tillhörde Smålands husarregemente, Staby skvadron, Överstelöjtnantens kompani och båtsmännen tillhörde Smålands båtsmanskompani.

## Geografi
Döderhults socken ligger vid Kalmarsund, omkring Oskarshamn grupperad runt den dalgång som bildas av Döderhultsbäcken med kyrkbyn i väster och Fredriksbergs herrgård i öster. Vid Vånevik fanns tidigare ett betydande stenbrott.. Socknen är flack och skogbeväxt i nordväst där även småsjöar finns, i övriga delen består socknen av odlingsbygd innanför Döderhultsviken och med skärgård.

## Fornlämningar
Kända från socknen är flera stenåldersboplatser i kustläge, ett omkring 160 gravrösen och en hällristning från bronsåldern och ett gravfält från äldre järnåldern.

## Namnet
Namnet (1312 Dudhraholth) kommer från kyrkbyn. Förleden är dudher/dudhre som antagits betyda 'trögflytande vatten'. Efterleden är hult, 'liten skog'.

## Personer från bygden

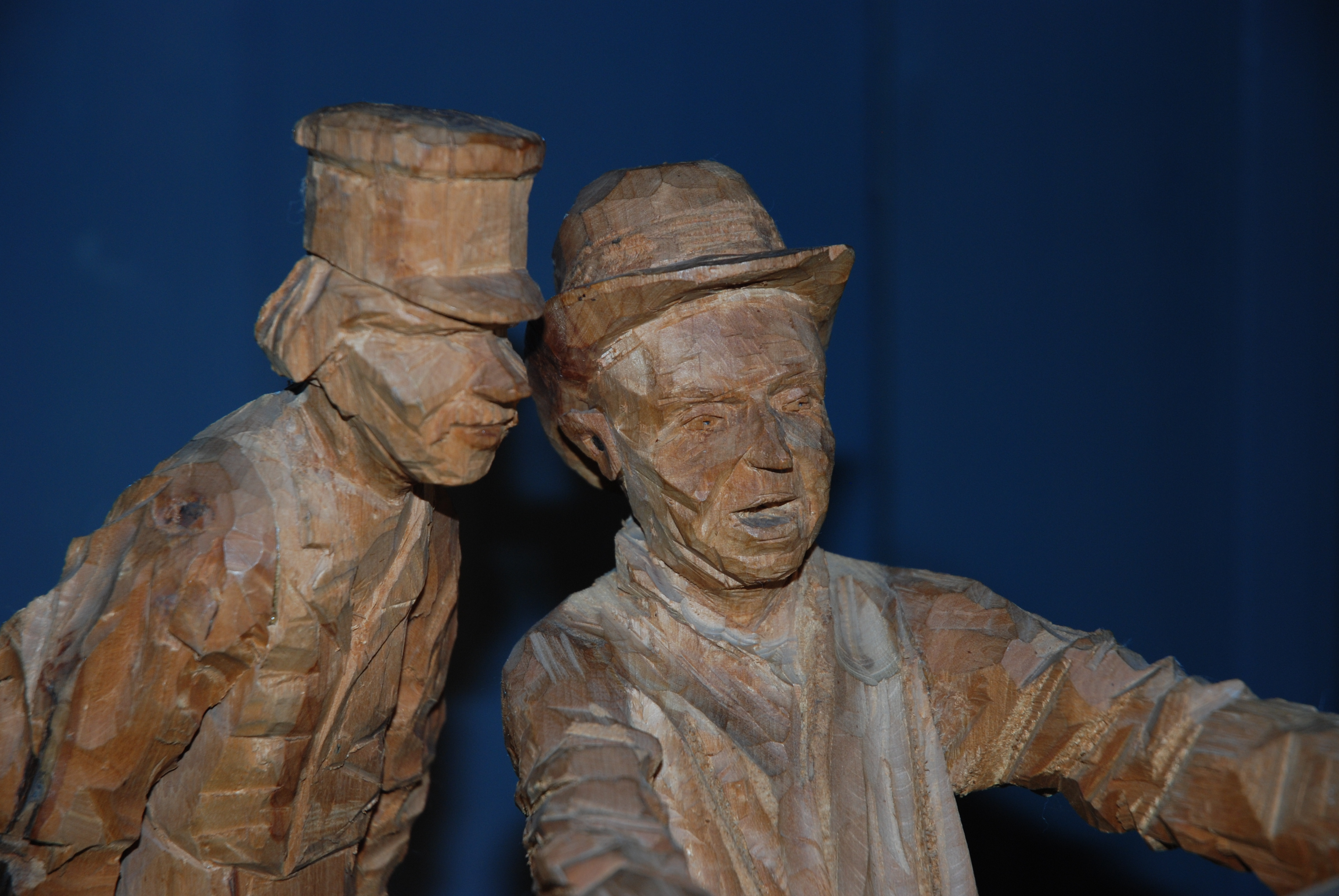
Självporträtt av Döderhultarn.

- Träskulptören Döderhultarn

### Fotnoter
1. 1 2  Svensk Uppslagsbok andra upplagan 1947–1955: Döderhult socken
2. 1 2  Harlén, Hans; Harlén Eivy (2003). Sverige från A till Ö: geografisk-historisk uppslagsbok. Stockholm: Kommentus. Libris 9337075. ISBN 91-7345-139-8
3. ↑  DMS 4:2, Handbörd Stranda
4. ↑  Administrativ historik för Döderhult socken (Klicka på församlingsposten). Källa: Nationella arkivdatabasen, Riksarkivet.
5. ↑  Om Smålands båtsmanskompani privat sida
6. 1 2  Sjögren, Otto (1931). Sverige geografisk beskrivning del 2 Östergötlands, Jönköpings, Kronobergs, Kalmar och Gotlands län. Stockholm: Wahlström & Widstrand. Libris 9939
7. 1 2  Nationalencyklopedin
8. ↑  Fornlämningar, Statens historiska museum: Döderhults socken
9. ↑  Fornminnesregistret, Riksantikvarieämbetet: Döderhults socken Fornminnen i socknen erhålls på kartan genom att skriva in sockennamn (utan "socken") i "Ange geografiskt område"
10. ↑  Mats Wahlberg, red (2003). Svenskt ortnamnslexikon. Uppsala: Institutet för språk och folkminnen. Libris 8998039. ISBN 91-7229-020-X. https://isof.diva-portal.org/smash/get/diva2:1175717/FULLTEXT02.pdf